# Tube roquette
 (juin 2016).
Le tube roquette 58/80, abrégé Troq, est une appellation militaire désignant un modèle de tube lance-roquette de calibre 8,3 cm de fabrication suisse et de type anti-char mais pouvant être engagé également contre des bâtiments. L'appellation allemande est Raketenrohr ou en abrégé Rak Rohr. Il était en service dans l'armée suisse de 1958 à 1994.

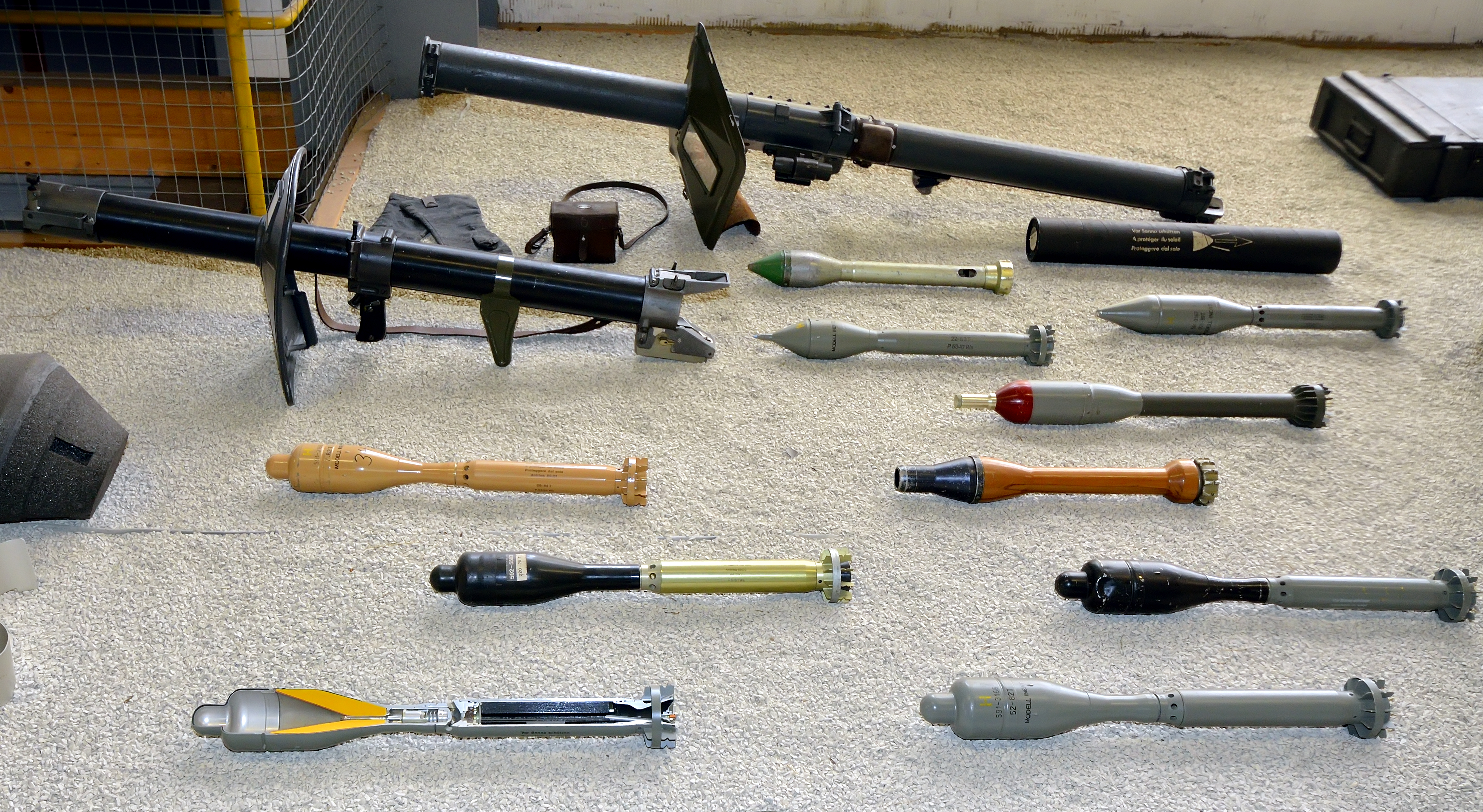
Tube roquette 50 & 58/80

Sa conception était inspirée du Panzerschreck. À l'exercice, il tire la munition dite URAK, de l'allemand Übung Rakete (littéralement fusée (roquette) d'exercice). Un mauvais positionnement du tireur provoquait un hématome sur le front en forme de croix nommé populairement et ironiquement « croix fédérale ». Il fut remplacé par le Panzerfaust 3.

## Description

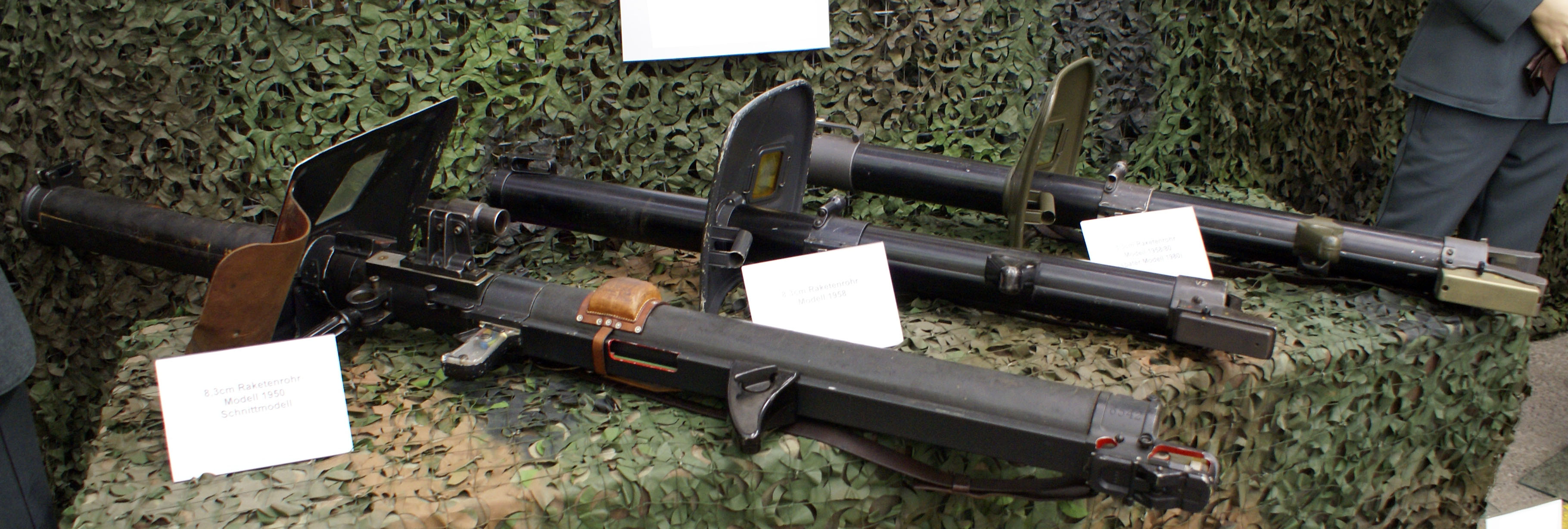
Tube roquette modèle 1950, 1958 et 1958/1980.

Le tube roquette est une arme antichar desservie par deux hommes, le tireur et le chargeur.
Il est composé d'un tube muni d'un bouclier détachable qui protège le tireur du jet de flamme au moment du tir, d'une crosse réglable à fermeture rapide, d'une poignée de détente et d'une bretelle de transport.
À l'arrière se trouvent le dispositif de percussion et le cliquet de retenue utilisé pour le tir à grande incidence de la roquette éclairante 56.
Les organes de visée comprennent un guidon et un dioptre réglable à 150, 200 et 250 mètres et pourvus de points lumineux pour le tir de nuit.
Le tireur et le chargeur portent le casque et mettent les appareils de protection de l'ouïe. Le tireur porte des gants et s'abrite derrière le bouclier. Le chargeur porte les lunettes de protection et détourne son visage de la bouche du tube lors du départ du coup.

## Engagement
Le troq 8,3 cm 58/80 est engagé ;
- Contre des buts blindés :

Jusqu'à la distance maximale de 200 m contre des buts mobiles.
Jusqu'à la distance maximale de 250 m contre des buts fixes.
- Dans le combat en localité et contre des fortifications de campagne, de 40 à 100 m, en fonction de la grandeur du but.
- Pour l'éclairage du champ de bataille, de 400 à 1 000 m au maximum.

La distance au but est calculée de manière que tout le noyau de la gerbe couvre le but (hauteur du but: 2,3 m; dispersion du noyau de la gerbe: 6 ‰).
La distance d'engagement offrant une probabilité de toucher suffisante est de 175 m sur buts mobiles et 210 m sur buts fixes. 
Les exigences minimales pour but fixes et chars roulant lentement et de dimensions normales (7 m X 2,3 m) sont les suivantes :
jusqu'à 175 m = 100 % de touchés.
de 175 à 210 m = 75 % de touchés.

## Usage civil
Le tube roquette est utilisé pour un usage civil en Suisse pour le déclenchement artificiel des avalanches avec la « hausse à tige pour le déclenchement des avalanches » et la roquette perforante à charge creuse 59 jusqu'à 1 500 mètres en trajectoire balistique. Les patrouilleurs sont instruits au centre de compétences service montagne de l'armée à Andermatt, (Cen comp S mont A).

## Données techniques
- Fabricant : Waffenfabrik Bern
- Calibre : 8,3 cm.
- Longueur de l'arme : 1 300 mm.
- Longueur de la ligne de visée : 580 mm.
- Poids du tube : 6,7 kg. (6 kg mod. 58)
- Poids du bouclier : 1,55 kg. (1,3 kg  mod. 58)
- Poids total : 8,25 kg. (7,3 kg mod. 58)
- Cadence de tir : 6 coups/min.

## Munitions
- Munitions de combat

Roquette perforante à charge creuse 57
Roquette perforante à charge creuse 59
Roquette éclairante 56 avec fusée à temps
- Munitions d'exercice

Roquette d'exercice 64
Tube réducteur troq 8,3 cm
- Munition de marquage

Roquette de marquage 50

### Roquette perforante à charge creuse 57

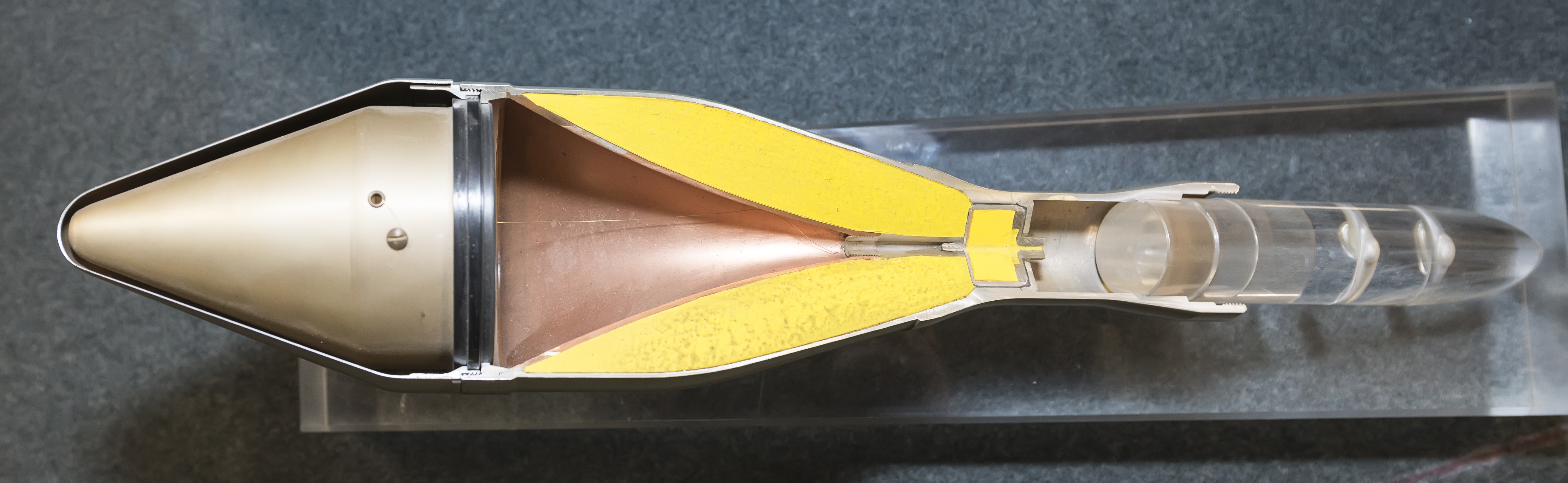
Coupe de la tête d'une roquette perforante à charge creuse 57

- Caractéristiques;

Tête du projectile olive, propulseur gris, «H» jaune peint sur la tête du projectile et tête du projectile pointue.
- Donnée techniques;

Fusée : instantanée mécanique.
Poids : 1.7 kg dont environ 0,5 kg d'explosif.
Vitesse de fin de combustion : environ 200 m/s.
Puissance de pénétration : +300 mm d'acier (bloc compact).
Distance de sécurité: 30 m.

### Roquette perforante à charge creuse 59
- Caractéristiques;

Projectile gris, «H» jaune peint sur la tête du projectile, tête du projectile arrondie et munie d'une protubérance.
- Donnée techniques;

Fusée : instantanée électrique.
Poids : 1.8 kg dont environ 0,5 kg d'explosif.
Vitesse de fin de combustion : environ 200 m/s.
Puissance de pénétration : +300 mm d'acier (bloc compact).
Distance de sécurité: 30 m.

### Roquette éclairante 56 avec fusée à temps
- Caractéristiques;

Partie antérieure de la tête du projectile: rouge, partie postérieure de la tête du projectile: gris, fusée réglable.
- Donnée techniques;

Poids : 2.3 kg
Vitesse de fin de combustion : environ 115 m/s.
Echelle de réglage : 0, 400, 550, 700, et 850 m.
Durée d'éclairage : environ 60 s.
Diamètre du secteur clairé : en moyenne 300 m.
la roquette éclairante doit être tirée avec une élévation approximative de 700 ‰ ou de 40°, ce qui correspond à une hauteur maximale de près de 300 m et à une portée de 1 000 m environ. 

### Roquette d'exercice 64
- Caractéristiques;

Tête du projectile en matière synthétique noire, propulseur jaune oxydé.
- Donnée techniques;

Poids : 1.8 kg
Vitesse de fin de combustion : environ 200 m/s.
la forme de la roquette d'exercice 64 correspond à celle de la roq perf chg creu 59. La tête du projectile contient une masse de remplissage de poudre d'argile.

### Projectile d'exercice 20 mm 50 à trace lumineuse pour tube réducteur troq 8,3 cm

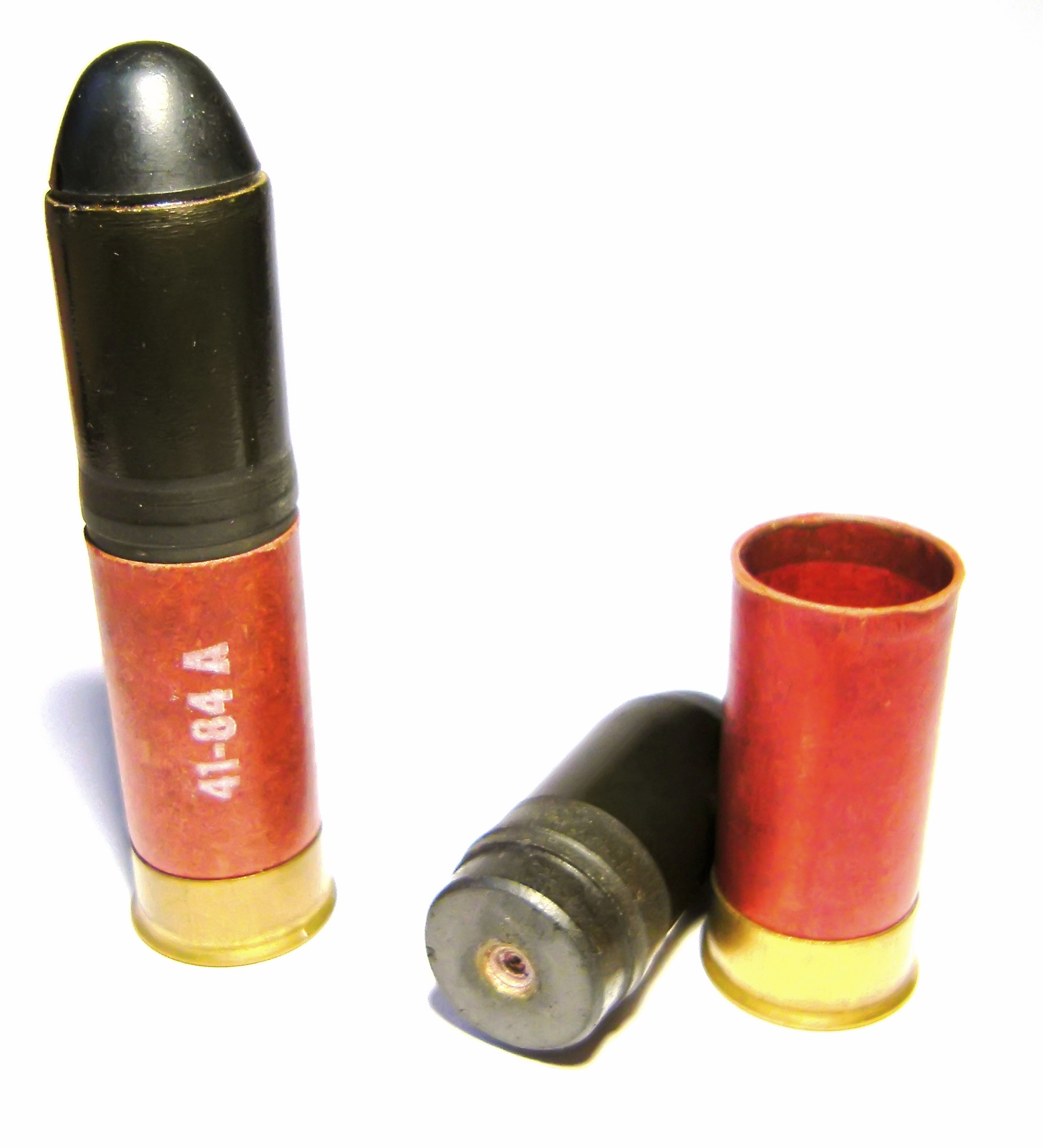
Projectile d'exercice 20 mm

- Caractéristiques;

Projectile en matière synthétique noire, avec pointe en caoutchouc, douille en carton, le culot de la douille porte l'inscription « 20 mm UG 50»
- Donnée techniques;

Vitesse initiale : 213 m/s.
Point d'impact : 4‰ plus haut que le point d'impact de la roq ex 64.
Trace lumineuse sur 300 m environ.
Portée maximale du projectile : 1200 m.

### Roquette de marquage 50

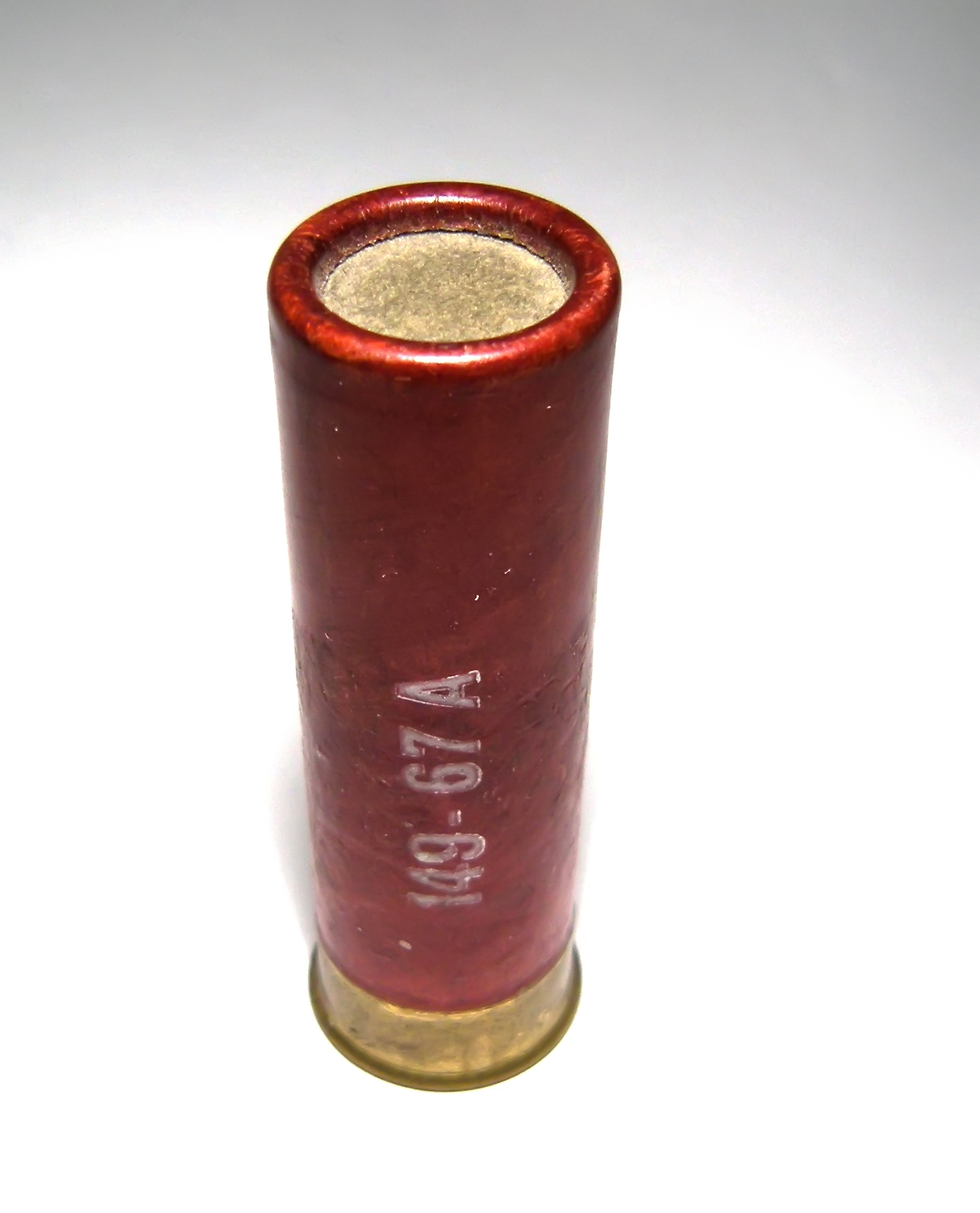
Cartouche pour roquette de marquage 50

- Caractéristiques;

Cartouche sans projectile, douille en carton, culot en laiton avec gravure « Mark Ldg».